# RuSHA
Pour les articles homonymes, voir Rusha.
Le RuSHA, acronyme de Rasse- und Siedlungshauptamt (« Bureau pour la race et le peuplement », à ne pas confondre avec le RSHA de Reinhard Heydrich) était l'organisme nazi chargé de contrôler la pureté idéologique et raciale de tous les membres de la Schutzstaffel (SS). Créé en décembre 1931 et dirigé initialement par le SS-Obergruppenführer Walther Darré, c'est l'une des trois premières sections de la SS. Principale autorité nazie en matière de généalogie, chargée de délivrer attestations de pureté raciale et permis de mariage aux membres de la SS, le RuSHA fut en outre responsable de l'exécution de la politique de colonisation des territoires annexés à l'Est.

## De 1933 à 1939

### Création
Le RuSHA est créé à partir de 1931 au sein de la SS, afin de confier à « l'ordre noir » la tâche de former l'élite du mouvement national-socialiste et de donner à la SS les moyens de la formation des militants du NSDAP. Il est dès le départ placé sous la tutelle du Reichskommissariat für die Festigung deutschen Volkstums (« Commissariat du Reich pour la consolidation du peuple allemand »), ou RKFdV.

## Attributions
Dans un premier temps, ce service se trouve chargé de théoriser et de mener la politique eugénique de la SS au sein de l'organisation SS.

### Contrôle des mariages
La pureté raciale constitue le premier critère pris en compte pour autoriser le mariage d'un SS, et la compatibilité entre les conjoints passe ainsi au second plan. Une demande pour épouser une femme trop âgée, plus grande ou trop petite a alors toutes les chances d'être repoussée. La future épouse et sa famille doivent démontrer leur ascendance aryenne, et prouver l'absence de toute affection mentale ou physique lors d'un examen médical complet par un médecin SS. Le mariage n'a lieu que si ces critères raciaux et médicaux sont respectés.[réf. souhaitée]

### Rédaction duSippenbuch
La rédaction du Sippenbuch (livret de famille) des membres de la SS, et la tenue d'un registre de ceux susceptibles de coloniser les futurs territoires occupés, constituent deux autres fonctions essentielles du RuSHA. De plus, le bureau s'occupe aussi de l'assistance aux familles des membres de la SS et de la police, en particulier aux orphelins et aux veuves de guerre. Il prend en charge les soins aux familles de SS en service dans la Wehrmacht ou les Waffen-SS en cas de maladies, de difficultés financières ou personnelles.[réf. nécessaire]

### Colonisation
Dès sa création, le RuSHA est également chargé de l'élaboration de la politique de colonisation sur les territoires à conquérir ou conquis.

## Actions
À partir de 1933, le RuSHA voit les moyens mis à sa disposition se démultiplier, bénéficiant des financements de l'État allemand.

### Contrôle racial de la SS
Le RuSHA sélectionne soigneusement les postulants à la SS,.
Ainsi, les postulants, puis les membres de la SS, voient leur arbre généalogique soigneusement étudié, dans un premier temps en remontant à 1750, puis, à partir de 1943, l'année 1650 est retenue, à la demande personnelle de Himmler : l'étude de l'arbre généalogique d'un officier SS a fait apparaître en 1685 un ancêtre juif, poussant les responsables de la politique de contrôle racial à repousser les limites de leurs investigations.

### Contrôle de la formation
Rapidement, le RuSHA se trouve chargé de la coordination de la formation des membres de la SS. Confiée à des civils, des membres de l'allgemeine SS non encasernés, la branche formation de la SS, la Schülungsamt, calque son organisation sur celle de la SS.
Au sein de cette branche, se recrutent de nombreux jeunes gens nés après 1900, ayant poursuivi des études supérieures ; ce sont des membres de longue date du parti nazi n'ayant pas connu l'expérience de la Première Guerre mondiale.
Cependant, en 1938, lorsque la direction du RuSHA est retirée à Walther Darré, alors brouillé avec Himmler et en position instable dans l'appareil nazi, la formation idéologique de la SS est également retirée au RuSHA.

## Pendant la guerre

### Rôle dans l'élaboration des projets expansionnistes
Dès sa création, le RuSHA élabore systématiquement des fiches sur les régions frontalières du Reich comme sur l'ensemble des régions orientales de l'Europe. Cette base de données est utilisée dès 1939 pour la conception des projets d'aménagement des régions occupées par le Reich et la planification de leur réalisation.

### Un rôle quasi nul à partir de 1943
L'avancée inexorable de l'armée soviétique à partir de 1943 perturbe puis rend inutiles les missions du RuSHA, à savoir la colonisation des terres euro-orientales et le contrôle racial de la SS. La guerre prenant une tournure de plus en plus défavorable, il n'est plus à l'ordre du jour de peupler et mettre en valeur des zones abandonnées à l'ennemi ou proches du front, mais aussi de maintenir des conditions d'entrées aussi sévères pour la SS, cette dernière devant être continuellement alimentée en nouvelles recrues, tant pour des raisons militaires que médiatiques. D'un point de vue militaire d'abord, notons bien que si toutes les unités SS ne sont pas des unités d'élites, certaines étant même médiocres, ses meilleures divisions (Das Reich, Wiking,...) constituent bel et bien des unités d'exception capables de jouer les pompiers à l'Est puis à l'Ouest à partir du 6 juin 1944. Il faut donc bien remplacer les pertes au sein de ces unités mieux entrainées, mieux équipées et expérimentées. D'un point de vue médiatique, les unités SS constituent les unités phares du Reich, jouissant d'une exposition médiatique et symbolique inédite. Au fur et à mesure de la progression soviétique, l'eschatologie nazie développe un culte croissant autour des SS censés renverser le sens de la guerre. Pour ce faire, leur nombre croît continuellement, atteignant son pic en 1945 (de 100 000 hommes en 1940, on passe à 540 000 fin 1943 et 910 000 fin 1944). Dans ces conditions, impossible de maintenir une telle politique restrictive en matière de recrutement. Des unités bosniaques (13e division), albanaises (21e division) ou encore hongroises (26e division) voient le jour. Si les divisions "phares" restent majoritairement composées d'allemands pour les besoins de la propagande, le rôle du RuSHA est bel et bien réduit à néant.[réf. souhaitée]

## Procès du RuSHA
Le procès du RuSHA est l'un des douze procès militaires pour crimes de guerre tenus par les Alliés à Nuremberg en 1947 et 1948.

### Organisation

#### Organigramme

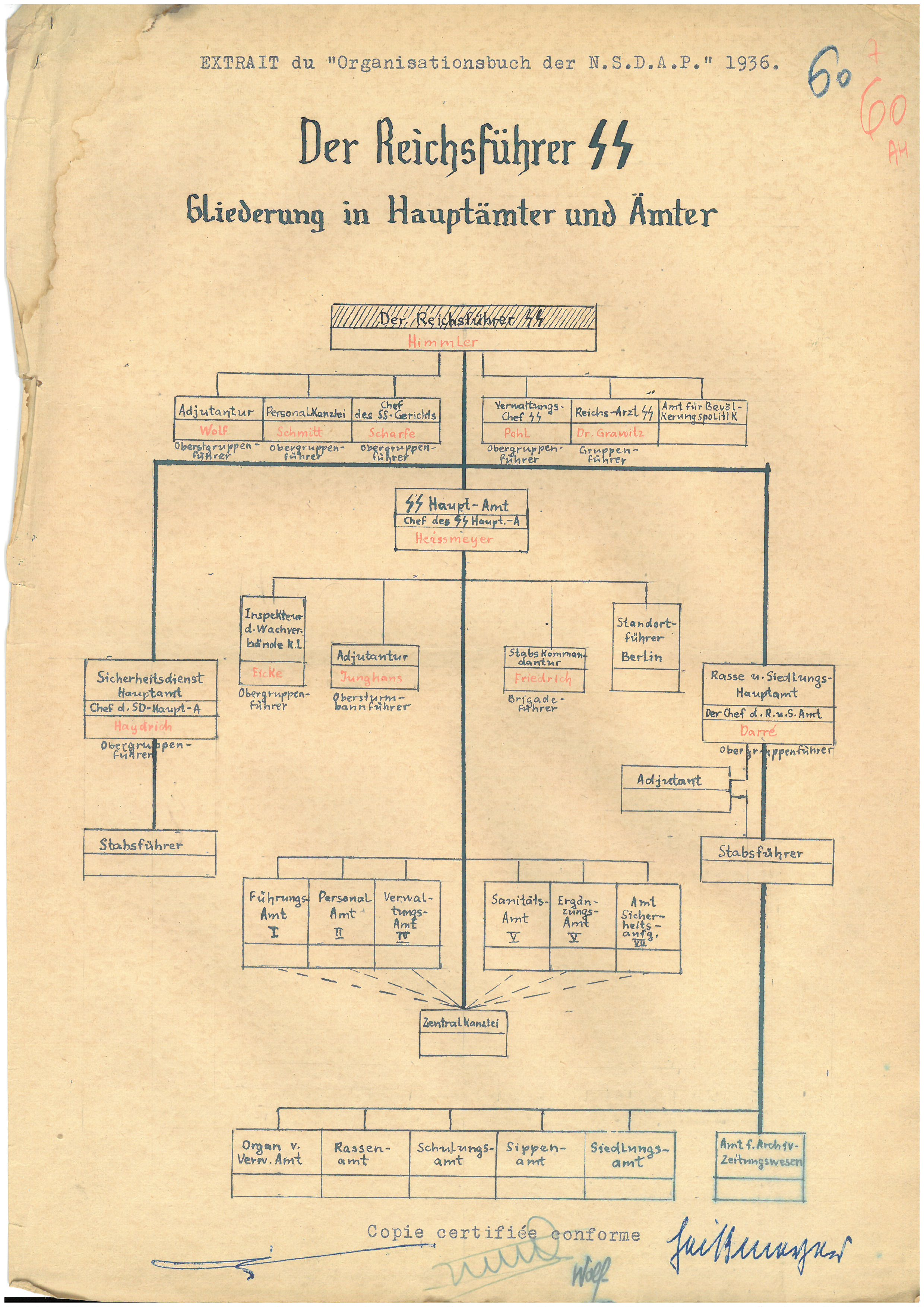
Organisation de la SS.

Le RuSHA était organisé en 12 services ou bureaux (Amt en Allemand) :
- Amt 1 : Organisation und Verwaltungsamt (organisation et administration)
- Amt 2 : Schulungsamt (formation)
- Amt 3 : Heiratsamt (mariage)
- Amt 4 : Amt für Archiv und Zeitungswesen (archives et investigations)
- Amt 5 : Amt für Volksgesundheit (santé publique)
- Amt 6 : Rassenamt (race)
- Amt 7 : Sippenamt (parenté)
- Amt 8 : Siedlungsamt
- Amt 9 : Amt für Bevölkerungspolitik (population)
- Amt 10 : Hauptfürsorge
- Amt 11 : Versorgungsamt (approvisionnement)
- Amt 12 : Umsiedlungsamt (transferts)

#### Liste des dirigeants
- SS-Obergruppenführer Walther Darré (décembre 1931 - février 1938)
- SS-Brigadeführer Günther Pancke (1er septembre 1939 - 9 juillet 1940)
- SS-Gruppenführer Otto Hofmann (9 juillet 1940 - 20 avril 1943)
- SS-Obergruppenführer Richard Hildebrandt (20 avril 1943 - 5 décembre 1943)
- SS-Gruppenführer docteur Harald Turner (5 décembre 1943 - 1944)
- SS-Obergruppenführer Richard Hildebrandt (1944 - 31 juillet 1944)
- SS-Standartenführer Albert Uhlih (31 juillet 1944 - 1944)
- SS-Obergruppenführer Richard Hildebrandt (1944 - mai 1945)